# Big Bend (Kalifornia)
Big Bend – jednostka osadnicza w Stanach Zjednoczonych, w stanie Kalifornia, w hrabstwie Shasta.